# عبد الحسين العطية
الدكتور عبد الحسين وادي العطية الحميداوي هو اقتصادي عراقي، ولد في العراق عام 1929.

## عائلته
والده هو الباحث والكاتب والمؤرخ وداي العطية صاحب كتاب «تاريخ الديوانية  قديما وحديثا» وعمه الوزير في العهد الملكي رايح العطية. ابن عمه السياسي العراقي غسان العطية.

## سيرته
حصل على شهادة الليسانس من كلية الحقوق في بغداد عام 1951، ثم واصل الدراسات العليا في فرنسا، حيث حصل على دبلوم دارسات عليا في القانون العام سنة 1955، وكذلك حصل على دبلوم دارسات عليا في الاقتصاد السياسي سنة 1957، ثم دبلوم دارسات عليا في العلوم الاقتصادية سنة 1958، ثم درجة دكتوراه الدولة في العلوم الاقتصادية سنة 1960.
عمل أستاذ مساعدا في كلية التجارة والاقتصاد في جامعة بغداد للفترة من 1960 إلى 1968.
شغل منصب وزير الزراعة للفترة من 30 تموز 1968 إلى 31 كانون الأول 1969، وكان له دور كبير في سن وتعديل بعض القوانين المتعلقة بالزراعة والإصلاح الزراعي والتي لعبت دورا في تطوير القطاع.
شغل بعدها منصب عميد ورئيس لقسم الإدارة والاقتصاد في الجامعة المستنصرية.
اختارته الأمم المتحدة ومجلس الوحدة الاقتصادية رئيساً لفريق الدراسات والتوصيات عن الخطط الاقتصادية للدول العربية للفترة من سنة 1976 إلى 1982.
عمل أستاذا مشاركا في كلية الاقتصاد والعلوم الإدارية في الجامعة الأردنية للفترة من سنة 1985 إلى 1994، وكانت آخر عمل أكاديمي له.
كان عبد الحسين العطية مقيما في النمسا عند إعدام صديقه فاضل البراك نهاية عام 1993، وكان أخوه مرافقا شخصيا للبراك وقد رفض العودة للعراق بعد إعدام البراك وصودرت أمواله.

## مؤلفاته
له العديد من المؤلفات منها:
- الإصلاح الزراعي في العراق والتنمية الاقتصادية، 1965
- دراسة الخطط الزراعية العربية لحساب الجامعة العربية، 1985
- الاقتصاديات النامية أزمات وحلول، 2001
- تأليف حكومة الجبهة الوطنية، الحل الأمثل، 2004
- مساهمة في محاربة الفساد المالي والإداري والإصلاح السياسي والديني، 2005
- برنامج عمل لإعادة تشغيل المجتمع العراقي، 2005
- مستقبل النفط العراقي بين النعمة والنقمة، 2006
- جلاء قوات الاحتلال سلما أو حربا، 2007

## كتب عنه
- رسالة الماجستير بعنوان «عبد الحسين وادي العطية ودوره السياسي والفكري في العراق حتى عام 2014» للطالب سعد سبع عيسى من قسم التاريخ في كلية التربية ابن رشد.[6]